# Poecilasthena ondinata
Poecilasthena ondinata är en fjärilsart som beskrevs av Achille Guenée 1857. Poecilasthena ondinata ingår i släktet Poecilasthena och familjen mätare. Inga underarter finns listade i Catalogue of Life.